# ミル星人パピーの冒険 -ふしぎなペンダント-
『ミル星人パピーの冒険』 -ふしぎなペンダント-（ミルせいじんパピーのぼうけん ふしぎなペンダント）は宝塚歌劇団のミュージカル作品。星組公演。
形式名は「ミュージカル・ファンタジー」。12場。
作・演出は阿古健。
併演作品は『魅惑』。
1982年1月1日から2月2日まで（新人公演：1月19日）宝塚大劇場で公演された。東京では未公演。

## 解説
※『宝塚歌劇100年史（舞台編）』の宝塚大劇場公演のページを参照
純粋な心を持った宇宙人・パピーが悲しみに沈むアン王女を救おうとするSF風のメルヘン作品。

## あらすじ
※『宝塚歌劇100年史（舞台編）』の宝塚大劇場公演のページを参照
1920年代のパリ。レビューの花形スター、ジェラールの一座がリハーサル中に妙な三人組が紛れ込んできた。ジェラールたちを問い詰めると、アンドロメダ星雲のミル星から、クレール王国のアン王女の夜毎祈る声に導かれてやってきたと。パピーはフィンガークラップ一つで時を止められるし、ペンダントを使えば人を読めるという。

## 主な配役
※「（）」の人物は新人公演・配役
- パピー - 瀬戸内美八（日向薫）[2]
- アン王女 - 東千晃（秋篠美帆）[2]

## スタッフ
- 作曲・編曲：寺田瀧雄[3]
- 編曲[3]：入江薫、河崎恒夫
- 音楽指揮：野村陽児[3]
- 振付[3]：喜多弘、岡正躬
- 装置[3]：石浜日出雄、関谷敏昭
- 衣装：任田幾英[3]
- 照明：今井直次[4]
- 音響：松永浩志[4]
- 小道具：上田特市[4]
- 効果：中田正廣[4]
- 演出補：村上信夫[4]
- 制作：久国高[4]
- ヘア・デザイン：和田好弘[4]